# Отеллос (футбольний клуб)
«Отеллос» (грец. Αθλητικός Σύλλογος Οθέλλος Αθηαίνου) — професіональний кіпрський футбольний клуб з передмістя Ларнаки Атієну. Клуб у сезоні 2023—2024 років грав у Дивізіоні А чемпіонату Кіпру. Футбольний відділ на 2024 рік є єдиним у складі клубу, який вдруге брав участь у кіпрському першому дивізіоні після 8 років після першого сезону у вищому дивізіоні. Клубні кольори — зелений і білий.

## Історія
Клуб «Отеллос» був заснований у 1933 році. Кольори клубу зелено-білі, команда грає на стадіоні «Янніс Пападакіс» в Атієну, під час виступів у Дивізіоні А команда грала також на стадіоні «Аммохостос» у Ларнаці. У 1967 році клуб приєднався до Кіпрської футбольної асоціації, і з того часу регулярно бере участь у всіх чемпіонатах асоціації.
Від часу заснування клуб «Отеллос» має високу спортивну та громадську активність. З 1987 року «Отеллос» має власну штаб-квартиру. У 2003 році клуб отримав у власність свій футбольний майданчик.